# Stadhouderskade 1
Het gebouw Stadhouderskade 1 is een symmetrisch ontworpen kantoorgebouw dat staat tussen de Stadhouderskade en de Singelgracht te Amsterdam-West.
Het pand werd in de jaren 1922/1923 in opdracht van de Dienst der Publieke Werken (PW) gebouwd als hoofdkantoor van de Gemeentetram. Architect Pieter Lucas Marnette, werkzaam bij PW, ontwierp het in de Amsterdamse Schoolstijl, die in directe omgeving vaker is toegepast. Beeldhouwer Hildo Krop ontwierp voor het gebouw een aantal kunstwerken. In de beginjaren was er aan de westkant een speciaal opstelspoor voor de geldtram die de opbrengsten van de kaartverkoop van de conducteurs aan het hoofdkantoor op een veilige manier kon afleveren.
De Gemeentetram, na 1943 het Gemeentevervoerbedrijf Amsterdam (GVB), verliet in 1983 het gebouw wegens ruimtegebrek en verhuisde naar het Scheepvaarthuis. Vervolgens trok de Stadsreiniging erin. Dit gemeentelijk bedrijf bleef er tot de opsplitsing in 1990. Daarna werd het een particulier kantoorgebouw. Tegenwoordig is softwarebedrijf Miro de huurder, eerder was Tommy Hilfiger er gevestigd.
Het pand is van de bebouwing aan de Stadhouderskade het enige dat direct aan het water ligt, met de ingang op het zuidwesten. Alle andere gebouwen staan aan de andere kant van de straat met de ingang richting binnenstad. Ten zuidoosten van het gebouw ligt een deel van het Leidsebosje. Stadhouderskade 1 belemmert het zicht vanaf de Overtoom op de Singelgracht. Een vergelijking met het Station Amsterdam Centraal en het (geblokkeerde) uitzicht op Het IJ dringt zich op.
Oost ·
160 ·
158 ·
157 ·
156 ·
155 ·
151-154 ·
149-150 ·
145-146 ·
142-144 ·
140-141 ·
137-139 ·
135-136 ·
130-134 ·
129 ·
128 ·
125-127 ·
123-124 ·
116-122 ·
115 ·
110-113 ·
100-101 ·
97 ·
95-96 ·
93-94 ·
92 ·
91 ·
89-90 ·
87-88 ·
86 ·
85 ·
84 ·
82-83 ·
78-79 ·
77 ·
Heineken Brouwerij ·
74 ·
72-73 ·
69-70 ·
68 ·
67 ·
65-66 ·
64 ·
62-63 ·
60-60a ·
58-59 ·
56-57 ·
Willemshuis ·
Van Nispenhuis ·
Kapel van Sint Josephs Gezellen-Vereeniging ·
54 ·
52-53 ·
47-49 ·
Carel Willinkplantsoen ·
Polderhuis ·
Ruysdaelkade 2-4 ·
Judith Leysterbrug ·
42 (Rijksmuseum) ·
40-41 ·
31-35 ·
30 ·
29 ·
Park Centraal Amsterdam ·
Stedemaagd (Vondelpark) ·
Byzantium ·
Koepelkerk ·
12 (Marriott) ·
Persilhuis ·
7 ·
5 ·
3 ·
1 ·
West